# 黄郛
黃郛（1880年3月8日—1936年12月6日），原名紹麟，字膺白、又字天生，號昭甫。生于浙江紹興府上虞县百官镇，中華民國政治人物、外交家。

## 生平

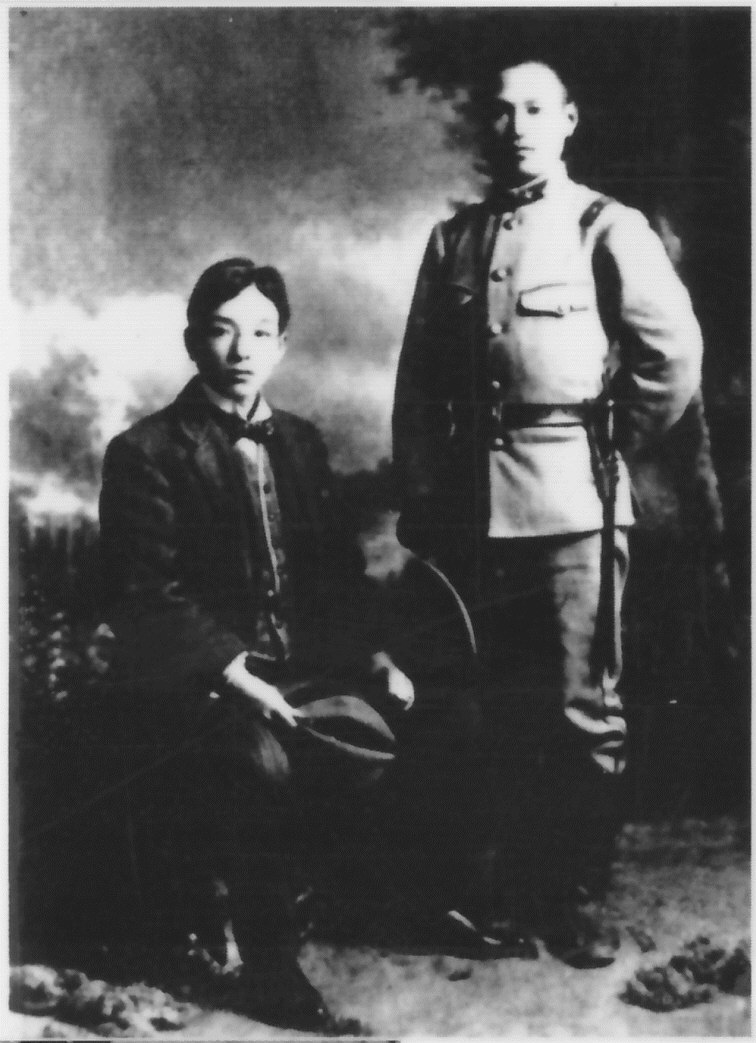
黄郛（左）与蒋介石在日本

1880年3月8日，黃郛生於上虞縣百官鎮。先世從安徽休寧遷居上虞，高祖以布業生意發了財，曾祖多結交當地鄉紳，與之結親。父親黃文治育有四子，黃郛最小。因為太平天國，家中財產盡被擄掠，在杭州做州縣候補維持生計。七歲喪父，想要返回原籍未果而搬家到杭州，少年家貧，只能到杭州的義塾同善堂讀書。1897年，補錢塘縣學生，應府試受業於林棨而未跟隨學習，但從林處開始學習算學。
1904年，因梁啟超尚武論啟發而入浙江武備学堂，是當年榜首。次年，獲清朝官費赴日本，入東京振武學校留學。同年，加入中国同盟会，並物色軍人加入，並結成丈夫團。1907年，和蒋介石、張群在振武學校結識，創辦武學雜誌，並且翻譯日俄戰爭相關資料。1908年，入陸軍測量局地形科学习。1910年，歸國，在北京軍諮府任軍事官報主辦。
1911年10月，武昌起義爆发，黄郛與曾昭文、李書城等丈夫團同志南下。光复上海後，赴上海幫助陳其美。11月，陳其美任滬軍都督府都督，黄郛任参謀長兼滬軍第2師師長。此外，蒋介石此時归国，任滬軍第2師第5团团長。蒋與陳、黄义气相投，遂與陳、黃換帖拜把，三人结成「盟兄弟」。8日，與陳其美率浙軍克復南京。
1912年1月，南京臨時政府成立，黄郛被孫文任命兼任兵站总監。袁世凱就任臨時大总統后，黄郛改任江蘇都督府参謀長，解散軍隊，處理革命後復員事宜。1913年，宋案起，二次革命爆发，黄郛作为革命派同袁軍作战。革命派敗北后，黄經日本流亡南洋。次年，轉赴歐洲，因第一次世界大戰事起而轉去美國。1916年，袁世凱復辟而歸國，於浙江參加護国战争。護国軍勝利後，到天津从事著作活動。其間5年，最常與嚴修、張紹曾交往，通過二人的關係結識北方軍人、教育界的開明人士。

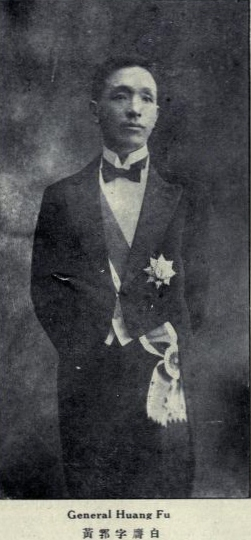

1921年，黄郛成为北京政府参加华盛顿会議代表团的顧問，重归政界。翌年2月，就任張紹曾内閣的署理外交总長。其後，在高凌霨攝政內閣、高凌霨臨時內閣、颜惠慶内閣任教育总長。
1924年10月，策划馮玉祥、胡景翼等人发动甲子政变，使直系失势。黄郛支持馮，任代理内閣总理，成立黃郛攝政內閣。修正清室優待條件，將故宮作為博物院。奉系反对黄郛，支持段祺瑞，同年11月，段祺瑞成立中华民国临时政府，就任臨時執政。黄赴天津寓居。
1926年11月，国民政府北伐期间，蒋介石入南昌。翌年1月，黄郛南下参加国民政府。同年7月，任上海四一二事件後的上海特别市首任市長。1928年2月，就任国民政府外交部長。3月，黄郛处理第1次南京事件的善后事宜，同美国缔结協定（其他諸国由其後任王正廷缔结協定）。5月3日，济南事件後極力主張制止民眾激憤行事。事件結束後引咎辭職，至莫干山閒居。
1933年5月，黄郛被任命为行政院駐北平政務整理委員会委員長。5月31日，簽署塘沽協定。1935年春，辞任委員長并引退。
1936年12月6日，黄郛拒服日本藥，因肝癌病逝上海。享年57岁（满56歳）。

## 家庭
其妻沈亦雲是参加南京光复之役的上海女子北伐队队长，著有《亦雲回憶》。无子嗣。
内弟沈怡曾在1949年以前为上海市工务局长、南京市长，国府迁台后更出任交通部长，晚年著有《沈怡自述》。

## 著作
- 《欧洲之教训与中国之将来》
- 《欧战后之新世界》
- 《欧战后之中国》（徐世昌著，黄郛代编）